# Bobby-soxer
Cet article possède un paronyme, voir Bobby socks.

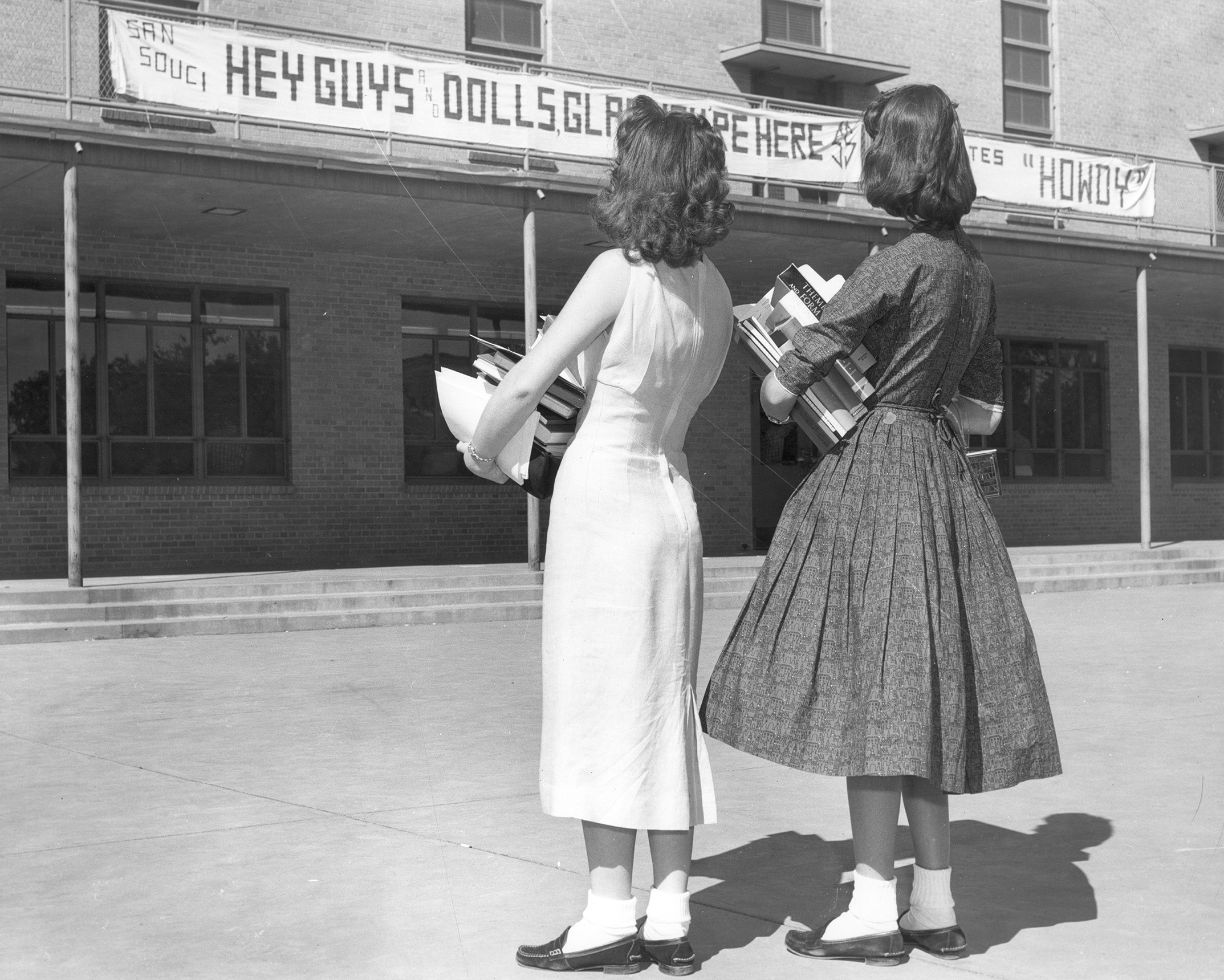
Deux étudiantes en 1958, à l'Arlington State College, au Texas. Par leurs tenues, toutes les deux mais plus particulièrement celle de droite, avec sa jupe ample correspondent à l'archétype de la bobby-soxer.

Les bobby-soxers sont des jeunes filles et femmes habituellement âgées de douze à vingt-cinq ans et fans de swing à l'origine, ayant adopté un courant de mode populaire aux États-Unis dans les années 1940 et 1950. Le style vestimentaire est caractérisé principalement par une jupe ample, des chaussettes courtes plissées et des chaussures plates. Cette façon de s'habiller rencontre un tel succès sur les campus qu'elle devient rapidement « l'uniforme »[pas clair] de la collégienne américaine après la Seconde Guerre mondiale.

## Historique

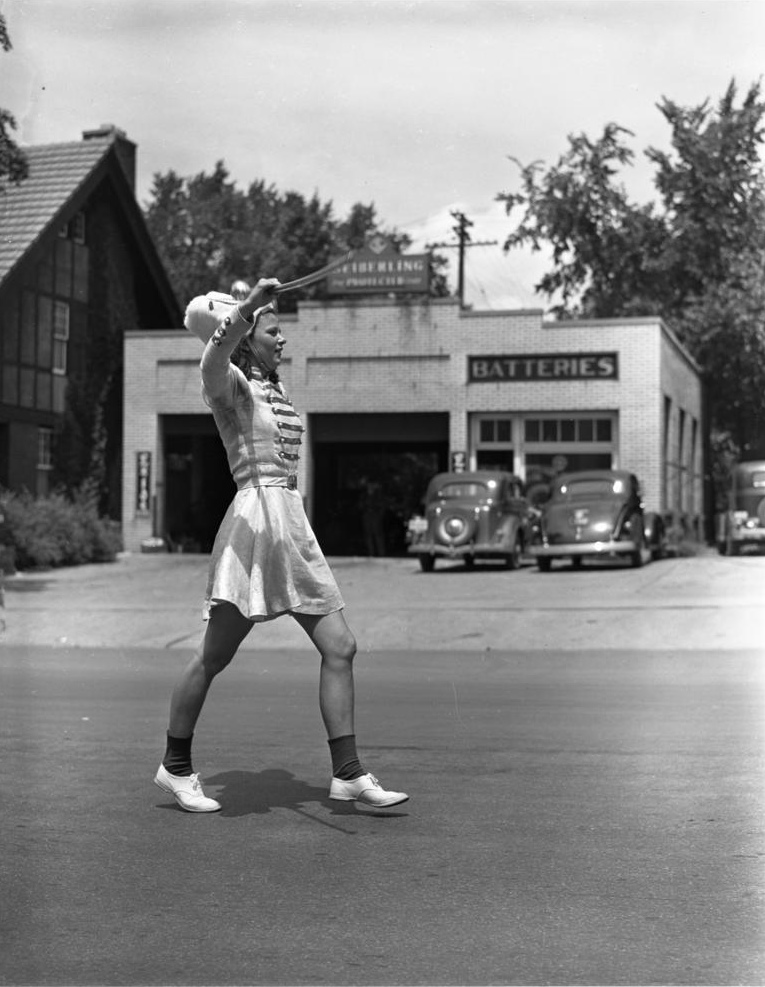
Majorette dans le style bobby-soxer à Ann Arbor, 1939.

Alors que les uniformes sont obligatoires dans certains pays, les établissements scolaires des États-Unis n'imposent pas de tenue définie, interdisant seulement le pantalon pour les filles ; les collégiennes américaines inventent leurs propres « uniformes » au milieu des années 1940.
Après la Seconde Guerre mondiale, les adolescents acquièrent une influence et une autonomie réelles, y compris en ce qui concerne la mode ; considérant cela comme une forme de rébellion, nombreux sont ceux qui refusent de s'habiller comme leurs parents, l'après-guerre ayant donné la liberté aux jeunes de s'habiller de façon plus confortable et plus libre, y compris aux filles dans cette période conservatrice. Les adolescents sont enfin reconnus, par leur consommation et leur présence, comme un groupe social à part entière et constituent ainsi leur propre identité. Les jeunes commençant à travailler plus tard, les études s'allongent, et les styles vestimentaires sont intégrés au lieu scolaire[pas clair]. Ce mouvement, voyant une prédominance de la jeunesse[pas clair], est plus particulièrement précoce aux États-Unis, qui ont moins souffert de la guerre que les pays européens. De plus, les États-Unis développent depuis plusieurs années une industrie textile forte, avec des créateurs de prêt-à-porter dynamiques. Ces adolescents adoptent un style vestimentaire relativement standardisé, en adéquation avec le groupe social auquel ils s'identifient. Parmi ces groupes sociaux, les bobby-soxers, trouvant leur pendant masculin dans les swing kids, fans de Benny Goodman ou Frank Sinatra à la base, sont reconnaissables à des chaussettes courtes souvent blanches, les « bobby socks », et à une robe ou, plus souvent, une jupe « à godets » ou « parapluie », ample, avec jupon, s'arrêtant au-dessous du genou, et des mocassins à talon plat parfois appelés Weejuns (en). Le haut est composé d'un chemisier ajusté, parfois avec un col Claudine, un pull souvent en cachemire, un cardigan,. Par la suite, le mouvement suit les évolutions musicales de l'époque et adopte Jerry Lee Lewis ou Elvis Presley comme idoles. Les bobby-soxers sont définies comme « sagement délurées ». Shirley Temple personnifie ce style, dans le film The Bachelor and the Bobby-Soxer, en 1947.